# Hidroelektrarna Žvabek
Hidroelektrarna Žvabek (izvirno nemško Kraftwerk Schwabegg) je ena izmed hidroelektrarn v Avstriji; leži na reki Dravi. Spada pod podjetje Verbund Austrian Hydro Power.

## Zgodovina
Hidroelektrarno so začeli graditi Nemci leta 1939 zaradi vse večjih potreb po električni energiji za potrebe vojaške industrije. Gradnja je bila končana leta 1943. 
Moč elektrarne je 79 MW in na leto proizvede 378,0 milijona kWh.